# Atletismo nos Jogos Olímpicos de Verão de 2012 - 110 m com barreiras masculino
A competição dos 110 metros com barreiras masculino nos Jogos Olímpicos de Verão de 2012 aconteceu nos dias 7 e 8 de agosto no Estádio Olímpico de Londres.
Aries Merritt conquistou a medalha de ouro para os Estados Unidos ao vencer a final com o tempo de 12s92.

## Calendário
Horário local (UTC+1).
| Data        | Horário | Fase            |
| ----------- | ------- | --------------- |
| 7 de agosto | 10:10   | Primeira rodada |
| 8 de agosto | 19:15   | Semifinais      |
| 8 de agosto | 21:15   | Final           |

## Medalhistas
| Ouro   | USA Aries Merritt    |
| Prata  | USA Jason Richardson |
| Bronze | JAM Hansle Parchment |

## Recordes
Antes desta competição, os recordes mundiais e olímpicos da prova eram os seguintes:
| Tipo | Atleta        | Tempo   | Local   | Data                 |
| ---- | ------------- | ------- | ------- | -------------------- |
|      | Dayron Robles | 12,87 s | Ostrava | 12 de junho de 2008  |
|      | Liu Xiang     | 12,91 s | Atenas  | 27 de agosto de 2004 |

## Primeira fase

### Bateria 1
| Pos. | Nome                   | CON          | Tempo           | Notas |
| ---- | ---------------------- | ------------ | --------------- | ----- |
| 1    | Sergey Shubenkov       | RUS Rússia   | 13.26           | Q     |
| 2    | Konstadínos Douvalídis | GRE Grécia   | 13.40           | Q     |
| 3    | Adrien Deghelt         | BEL Bélgica  | 13.52           | Q     |
| 4    | Garfield Darien        | FRA França   | 13.54           | q     |
| 5    | Paulo Villar           | COL Colômbia | 13.55           | q,    |
| 6    | Matthias Bühler        | GER Alemanha | 13.68           |       |
| 7    | Shi Dongpeng           | CHN China    | 13.78           |       |
| 8    | David Ilariani         | GEO Geórgia  | 13.90           |       |
|      |                        |              | Vento: +0.6 m/s |       |

### Bateria 2
| Pos. | Nome                | CON                   | Tempo           | Notas |
| ---- | ------------------- | --------------------- | --------------- | ----- |
| 1    | Jason Richardson    | USA Estados Unidos    | 13.33           | Q     |
| 2    | Lawrence Clarke     | GBR Grã-Bretanha      | 13.42           | Q     |
| 3    | Maksim Lynsha       | BLR Bielorrússia      | 13.47           | Q,    |
| 4    | Wayne Davis         | TRI Trinidad e Tobago | 13.52           | q     |
| 5    | Andrew Riley        | JAM Jamaica           | 13.59           |       |
| 6    | João Carlos Almeida | POR Portugal          | 13.69           |       |
| 7    | Rouhollah Askari    | IRI Irã               | 13.97           |       |
| 8    | Ronald Forbes       | CAY Ilhas Cayman      | 14.21           |       |
| —    | Enrique Llanos      | PUR Porto Rico        | —               | DNF   |
|      |                     |                       | Vento: +0.8 m/s |       |

### Bateria 3
| Pos. | Nome                | CON                   | Tempo           | Notas |
| ---- | ------------------- | --------------------- | --------------- | ----- |
| 1    | Orlando Ortega      | CUB Cuba              | 13.26           | Q     |
| 2    | Hansle Parchment    | JAM Jamaica           | 13.32           | Q     |
| 3    | Konstantin Shabanov | RUS Rússia            | 13.63           | Q     |
| 4    | Ladji Doucouré      | FRA França            | 13.67           |       |
| 5    | Mikel Thomas        | TRI Trinidad e Tobago | 13.74           |       |
| 6    | Erik Balnuweit      | GER Alemanha          | 13.77           |       |
| —    | Andrew Pozzi        | GBR Grã-Bretanha      | —               | DNF   |
| —    | Shamar Sands        | BAH Bahamas           | —               | DSQ   |
| —    | Ali Kamé            | MAD Madagascar        | —               | DSQ   |
|      |                     |                       | Vento: +1.2 m/s |       |

### Bateria 4
| Pos. | Nome              | CON                | Tempo           | Notas |
| ---- | ----------------- | ------------------ | --------------- | ----- |
| 1    | Dayron Robles     | CUB Cuba           | 13.33           | Q     |
| 2    | Lehann Fourie     | RSA África do Sul  | 13.49           | Q,    |
| 3    | Jeff Porter       | USA Estados Unidos | 13.53           | Q     |
| 4    | Dimitri Bascou    | FRA França         | 13.57           | q     |
| 5    | Greggmar Swift    | BAR Barbados       | 13.62           |       |
| 6    | Alexander John    | GER Alemanha       | 13.67           |       |
| 7    | Fawaz Al-Shammari | KUW Kuwait         | 14.00           |       |
| 8    | Héctor Cotto      | PUR Porto Rico     | 14.08           |       |
| 9    | Ahmad Hazer       | LIB Líbano         | 14.82           |       |
|      |                   |                    | Vento: +0.1 m/s |       |

### Bateria 5
| Pos. | Nome             | CON                | Tempo           | Notas                |
| ---- | ---------------- | ------------------ | --------------- | -------------------- |
| 1    | Aries Merritt    | USA Estados Unidos | 13.07           | Q                    |
| 2    | Ryan Brathwaite  | BAR Barbados       | 13.23           | Q,                   |
| 3    | Xie Wenjun       | CHN China          | 13.43           | Q                    |
| 4    | Emanuele Abate   | ITA Itália         | 13.46           | q                    |
| 5    | Richard Phillips | JAM Jamaica        | 13.47           | q                    |
| 6    | Dániel Kiss      | HUN Hungria        | 13.62           |                      |
| 7    | Aleksey Dremin   | RUS Rússia         | 13.75           | Recorde da temporada |
| 8    | Jeffrey Julmis   | HAI Haiti          | 13.87           |                      |
| 9    | Ronald Bennett   | HON Honduras       | 14.45           |                      |
|      |                  |                    | Vento: +0.7 m/s |                      |

### Bateria 6
| Pos. | Nome             | CON               | Tempo           | Notas                |
| ---- | ---------------- | ----------------- | --------------- | -------------------- |
| 1    | Andy Turner      | GBR Grã-Bretanha  | 13.42           | Q                    |
| 2    | Selim Nurudeen   | NGR Nigéria       | 13.51           | Q,                   |
| 3    | Gregory Sedoc    | NED Países Baixos | 13.52           | Q                    |
| 4    | Balázs Baji      | HUN Hungria       | 13.76           |                      |
| 5    | Jackson Quiñónez | ESP Espanha       | 13.76           | Recorde da temporada |
| —    | Shane Brathwaite | BAR Barbados      | —               | DNF                  |
| —    | Liu Xiang        | CHN China         | —               | DNF                  |
| —    | Artur Noga       | POL Polônia       | —               | DNF                  |
| —    | Moussa Dembélé   | SEN Senegal       | —               | DSQ                  |
|      |                  |                   | Vento: +0.4 m/s |                      |

## Semifinais

### Bateria 1
| Pos. | Nome                   | CON                   | Tempo           | Notas           |
| ---- | ---------------------- | --------------------- | --------------- | --------------- |
| 1    | Jason Richardson       | USA Estados Unidos    | 13.13           | Q               |
| 2    | Orlando Ortega         | CUB Cuba              | 13.26           | Q               |
| 3    | Lawrence Clarke        | GBR Grã-Bretanha      | 13.31           | q,              |
| 4    | Adrien Deghelt         | BEL Bélgica           | 13.42           | Recorde pessoal |
| 5    | Garfield Darien        | FRA França            | 13.48           |                 |
| 6    | Wayne Davis            | TRI Trinidad e Tobago | 13.49           |                 |
| 7    | Konstadínos Douvalídis | GRE Grécia            | 13.77           |                 |
| —    | Gregory Sedoc          | NED Países Baixos     | —               | DNF             |
|      |                        |                       | Vento: –0.5 m/s |                 |

### Bateria 2
| Pos. | Nome                | CON                | Tempo           | Notas           |
| ---- | ------------------- | ------------------ | --------------- | --------------- |
| 1    | Aries Merritt       | USA Estados Unidos | 12.94           | Q               |
| 2    | Ryan Brathwaite     | BAR Barbados       | 13.23           | Q,              |
| 3    | Xie Wenjun          | CHN China          | 13.34           | Recorde pessoal |
| 4    | Andy Turner         | GBR Grã-Bretanha   | 13.42           |                 |
| 5    | Selim Nurudeen      | NGR Nigéria        | 13.55           |                 |
| 6    | Dimitri Bascou      | FRA França         | 13.55           |                 |
| 7    | Paulo Villar        | COL Colômbia       | 13.63           |                 |
| 8    | Konstantin Shabanov | RUS Rússia         | 13.65           |                 |
| —    | Richard Phillips    | JAM Jamaica        | —               | DNF             |
|      |                     |                    | Vento: +0.1 m/s |                 |

### Bateria 3
| Pos. | Nome             | CON                | Tempo           | Notas           |
| ---- | ---------------- | ------------------ | --------------- | --------------- |
| 1    | Dayron Robles    | CUB Cuba           | 13.10           | Q,              |
| 2    | Hansle Parchment | JAM Jamaica        | 13.14           | Q,              |
| 3    | Lehann Fourie    | RSA África do Sul  | 13.28           | q,              |
| 4    | Emanuele Abate   | ITA Itália         | 13.35           |                 |
| 5    | Jeff Porter      | USA Estados Unidos | 13.41           |                 |
| 6    | Sergey Shubenkov | RUS Rússia         | 13.41           |                 |
| 7    | Maksim Lynsha    | BLR Bielorrússia   | 13.45           | Recorde pessoal |
| 8    | Ladji Doucouré   | FRA França         | 13.74           |                 |
|      |                  |                    | Vento: +0.1 m/s |                 |

## Final
| Pos.              | Raia | Nome             | CON                | Reação          | Tempo | Notas            |
| ----------------- | ---- | ---------------- | ------------------ | --------------- | ----- | ---------------- |
| Medalha de ouro   | 6    | Aries Merritt    | USA Estados Unidos | 0.143           | 12.92 | Recorde pessoal  |
| Medalha de prata  | 4    | Jason Richardson | USA Estados Unidos | 0.194           | 13.04 |                  |
| Medalha de bronze | 7    | Hansle Parchment | JAM Jamaica        | 0.172           | 13.12 | Recorde nacional |
| 4                 | 2    | Lawrence Clarke  | GBR Grã-Bretanha   | 0.169           | 13.39 |                  |
| 5                 | 8    | Ryan Brathwaite  | BAR Barbados       | 0.163           | 13.40 |                  |
| 6                 | 9    | Orlando Ortega   | CUB Cuba           | 0.135           | 13.43 |                  |
| 7                 | 3    | Lehann Fourie    | RSA África do Sul  | 0.136           | 13.53 |                  |
| —                 | 5    | Dayron Robles    | CUB Cuba           | 0.159           | —     | DSQ              |
|                   |      |                  |                    | Vento: –0.3 m/s |       |                  |

Legenda
| Recorde mundial      | Recorde mundial (World record)               |                       | Recorde africano                      | Recorde africano (African) |                                           | Q | Classificado por posição (Qualified) |
| Recorde olímpico     | Recorde olímpico (Olympic record)            | Recorde da América    | Recorde da América (Americas)         | q                          | Classificado por melhor tempo (Qualified) |   |                                      |
| Melhor marca do ano  | Melhor marca do ano (World leading)          | Recorde asiático      | Recorde asiático (Asian)              | DNS                        | Não largou (Did not start)                |   |                                      |
| Recorde nacional     | Recorde nacional (National record)           | Recorde europeu       | Recorde europeu (European)            | DNF                        | Não terminou (Did not finish)             |   |                                      |
| Recorde pessoal      | Recorde pessoal do atleta (Personal best)    | Recorde da Oceania    | Recorde da Oceania (Oceania)          | DSQ / DQ                   | Desclassificado (Disqualified)            |   |                                      |
| Recorde da temporada | Recorde da temporada do atleta (Season best) | Recorde sul-americano | Recorde sul-americano (South America) | NM                         | Sem marca (No mark)                       |   |                                      |